# Prajnaparamita

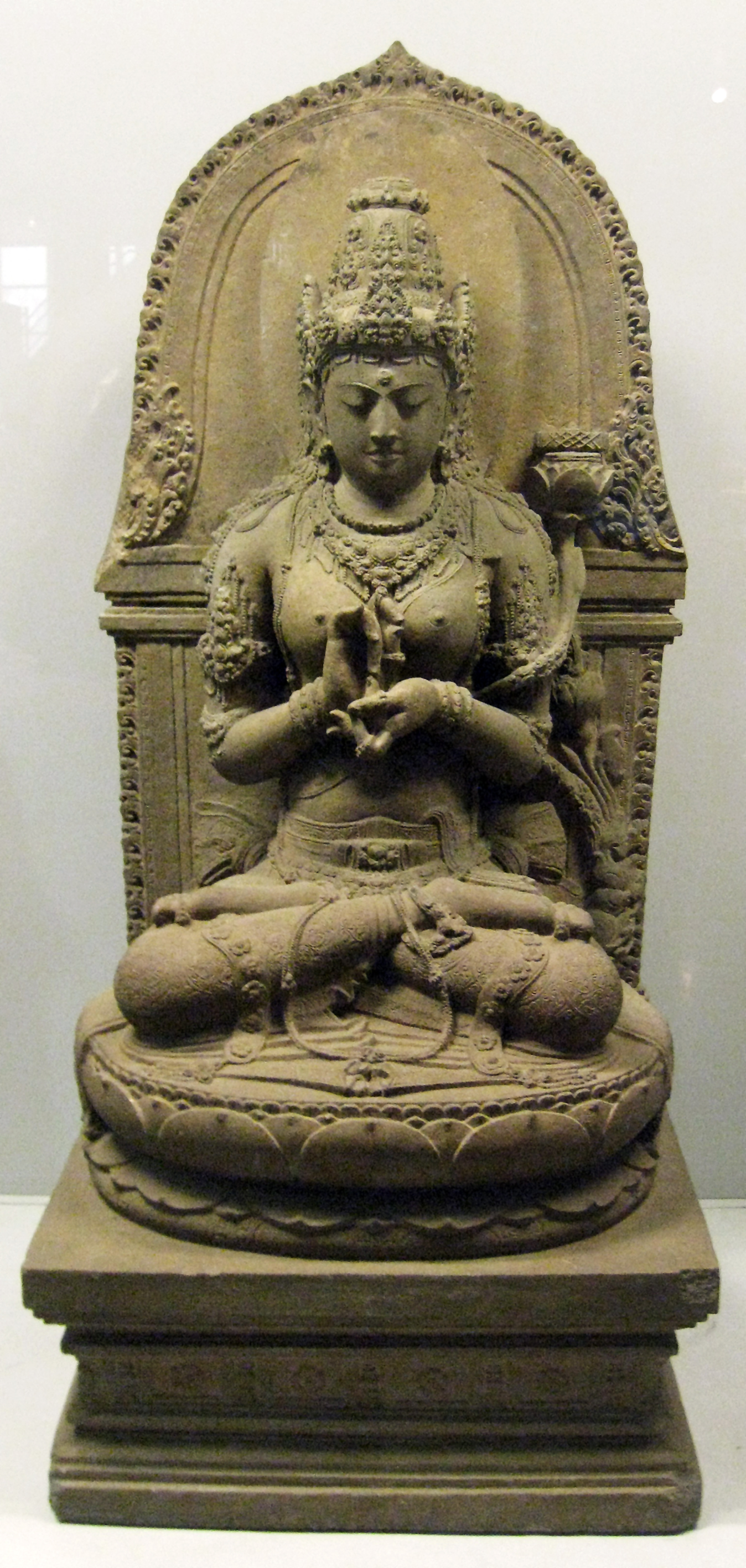
Indonesisk staty föreställande bodhisattvan Prajnaparamita, manifestationen av prajnaparamita.

Prajnaparamita (sanskrit för "perfektionen av visdom") är ett mångtydligt begrepp inom buddhismen. Termen refererar bland annat till den visdom som en buddha har, den visdom som behövs för att bli en buddha, eller förståelsen av sunyata. Prajnaparamita är även en genre av texter (sutror) inom mahayana, vars fokus ligger på sunyata och vägen till buddhaskap (att bli/vara en bodhisattva). Prajnaparamita är även namnet på en bodhisattva, som anses vara en manifestation av prajnaparamita.